# Jereżepbaj Mołdabajew
Jereżepbaj Mołdabajew (kaz. Ережепбай Молдабаев, ur. 1925 we wsi Chatyn-Kupr (obecnie część miasta Szymkent), zm. 7 sierpnia 1944 w województwie świętokrzyskim) – radziecki wojskowy narodowości kazachskiej, młodszy sierżant, nagrodzony pośmiertnie tytułem Bohatera Związku Radzieckiego (1944).

## Życiorys
Był Kazachem. Skończył niepełną szkołę średnią, pracował w kołchozie, w 1943 został powołany do Armii Czerwonej. Od kwietnia 1943 uczestniczył w wojnie z Niemcami, walczył na Froncie Północno-Kaukaskim i od grudnia 1943 1 Ukraińskim. 4 stycznia 1944 jako strzelec 9 kompanii strzeleckiej 545 pułku strzeleckiego 389 Dywizji Strzeleckiej 3 Gwardyjskiej Armii w walkach o Berdyczów przy przełamywaniu obrony przeciwnika jako pierwszy wdarł się do okopu wroga, granatami i ogniem z automatu zabił pięciu żołnierzy, za co został odznaczony medalem. 29 lipca 1944 wraz z zastępcą dowódcy batalionu i czterema innymi żołnierzami jako pierwszy łodzią przeprawił się przez Wisłę na północ od Sandomierza. W wyniku ostrzału moździerzowego i artyleryjskiego ich łódź została rozbita, a zastępca dowódcy batalionu ciężko ranny i stracił przytomność, a jednocześnie zaczął tonąć. Widząc to, Mołdabajew bez wahania wskoczył do wody i wyciągnął tonącego oficera, po czym dopłynął z nim do brzegu, zostawiając tam dwóch żołnierzy. Następnie dopłynął do zachodniego brzegu Wisły i wraz z młodszym sierżantem Litwinienką zaczął odpierać niemieckie ataki, zabezpieczając przeprawę pozostałych żołnierzy kompanii. Przez dwie doby, nie mając łączności z pułkiem, Mołdabajew, zostawiwszy na zachodnim brzegu rzeki żołnierzy na czele z dowódcą kompanii Siergiejewem, odpierał kontrataki hitlerowców. 7 sierpnia 1944 zginął w walce o rozszerzanie uchwyconego przyczółka.

## Odznaczenia
- Złota Gwiazda Bohatera Związku Radzieckiego (pośmiertnie, 23 września 1944)
- Order Lenina (pośmiertnie, 23 września 1944)
- Medal za Odwagę (13 stycznia 1944)